# Pelophryne albotaeniata
Pelophryne albotaeniata é uma espécie de sapo da família Bufonidae. Ele é endêmico nas Filipinas. Seu habitat natural são as florestas úmidas das terras baixas e de montanhas, florestas secas, em áreas tropicais e subtropicais, e rios. Está ameaçado pela perda do seu habitat.